# FIA WTCC magyar nagydíj
A FIA WTCC magyar nagydíjat a Hungaroringen tartják Budapesttől 18 km-re, Mogyoródon.
A verseny a 2011-es túraautó-világbajnokság 4. fordulójaként debütált, helyettesítve a naptárból törölt marokkói nagydíjat.

## Futamgyőztesek
| Év   | V. | Versenyző         | Gyártó    | Helyszín | Összefoglaló |
| ---- | -- | ----------------- | --------- | -------- | ------------ |
| 2016 | 1  | Mehdi Bennani     | Citroën   | Mogyoród | Összefoglaló |
| 2016 | 2  | José María López  | Citroën   | Mogyoród | Összefoglaló |
| 2015 | 1  | José María López  | Citroën   | Mogyoród | Összefoglaló |
| 2015 | 2  | Michelisz Norbert | Honda     | Mogyoród | Összefoglaló |
| 2014 | 1  | Yvan Muller       | Citroën   | Mogyoród | Összefoglaló |
| 2014 | 2  | Gianni Morbidelli | Chevrolet | Mogyoród | Összefoglaló |
| 2013 | 1  | Yvan Muller       | Chevrolet | Mogyoród | Összefoglaló |
| 2013 | 2  | Robert Huff       | SEAT      | Mogyoród | Összefoglaló |
| 2012 | 1  | Yvan Muller       | Chevrolet | Mogyoród | Összefoglaló |
| 2012 | 2  | Michelisz Norbert | BMW       | Mogyoród | Összefoglaló |
| 2011 | 1  | Alain Menu        | Chevrolet | Mogyoród | Összefoglaló |
| 2011 | 2  | Yvan Muller       | Chevrolet | Mogyoród | Összefoglaló |